# Manual de socialismo y capitalismo para mujeres inteligentes

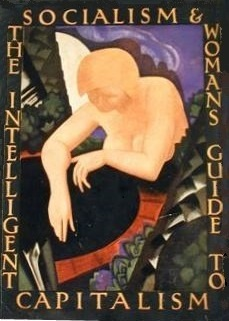
Portada de la edición original.

Manual de socialismo y capitalismo para mujeres inteligentes (en inglés, The Intelligent Woman's Guide to Socialism and Capitalism) es un libro de no ficción escrito por el dramaturgo irlandés George Bernard Shaw. El libro analiza el pensamiento socialista y marxista. Fue escrito en 1928 después de que su cuñada, Mary Stewart Cholmondeley, le pidiera que escribiera un panfleto explicando el socialismo. Más tarde, en 1937, el libro fue relanzado como el primer libro de la colección de Pelican Book. La obra de arte de la sobrecubierta para las primeras ediciones británica y estadounidense fue del artista y escultor británico Eric Kennington.

## Contexto
Shaw examina varias ideas socialistas, incluida la cuestión de la propiedad privada bajo el socialismo, el control de la población, la dificultad para crear medios no basados en el mercado para atribuir valor a las actividades humanas y el problema de la distribución de la riqueza. Explora conceptos marxistas como la plusvalía junto con las ideas de pensadores socialistas no marxistas como Henry George.
A finales de la década de 1930, Allen Lane, fundador de Penguin Books, quiso crear una nueva colección con el nombre de libros "Pelican", que se dedicaría a publicar exposiciones claras de los debates sociales de actualidad. Deseaba que el Manual de Shaw se convirtiera en el primer libro de esa serie. Shaw escribió a Lane que, dado que habían transcurrido casi diez años, el título del libro debía cambiarse a The Intelligent Woman's Guide to Socialism, Capitalism, Sovietism and Fascism [Manual de socialismo, capitalismo, sovietismo y fascismo para mujeres inteligentes], y bajo ese título se convirtió en el primer Pelican, en dos volúmenes encuadernados en papel en 1937.

## Respuestas
El libro inspiró una respuesta respetuosa y detallada de Lilian Le Mesurier en The Socialist Woman's Guide to Intelligence: una respuesta al Sr. Shaw publicada por primera vez en 1929. Le Mesurier objetó el tono autocomplaciente y condescendiente de Shaw.
También el texto de Russell Kirk The Intelligent Woman’s Guide to Conservatism publicado en 1955 fue una réplica al libro de Shaw.
Otros pensadores han realizado adaptaciones basadas en el libro de Shaw, como el empresario indio Mahavirprasad Ramkumar Morarka con el libro Samajwad: Ek Adhyayan publicado por primera vez en 1962 y reeditado en 2013 en inglés con el título Socialism: A Study para el centenario de Moramka liderado por su hijo Kamal Morarka.